# Studium Theologicum Salesianum
Pour les articles homonymes, voir STS.
Le Studium Theologicum Salesianum (STS) est une université pontificale salésienne fondée en 2004 et située au sein du monastère Ratisbonne de Jérusalem.

## Historique
En 2004, le Vatican a demandé aux Salésiens de Don Bosco de prendre possession du monastère Ratisbonne. Les Salésiens ont accepté cette demande pressante, et  ont déplacé leur studium de théologie de Cremisan au monastère. Le centre d'études a été institué sous le nom de Studium Theologicum Salesianum (STS) Saints-Pierre-et-Paul et affilié à l'Université pontificale salésienne de Rome en 2004. En 2005, la décision a été prise de changer la langue d'enseignement de l'italien à l'anglais.
Le bâtiment a subi d'importantes modifications internes lorsque les Salésiens s'y sont installés, et depuis 2011, il y a une aire de jeux pour le basket-ball et de volley-ball dans la cour. En 2011, la STS est devenu le campus hiérosolymitain de l'Université pontificale salésienne de Rome.

## Bibliothèque
Le Studium a hérité de la bibliothèque du Centre Chrétien d’Études Juives (CCEJ).Le présente bibliothèque du STS se compose des fonds de Cremisan ainsi que ceux laissés par les Pères de Sion (la Congrégation de Notre-Dame de Sion). La collection de livres contient plus de 40 000 titres en plusieurs langues: anglais, italien, français, allemand, espagnol, arabe et hébreu.
Les domaines de connaissance présents sont les suivants : théologie dogmatique, Écriture sacrée, exégèse et archéologie, théologie morale, droit canonique, écrits patristiques, histoire de l'église, spiritualité, théologie pastorale, liturgie, œcuménisme et églises orientales, judaïsme, islam, Moyen-Orient et philosophie. La bibliothèque est abonnée à près de 100 périodiques académiques.

## Galerie

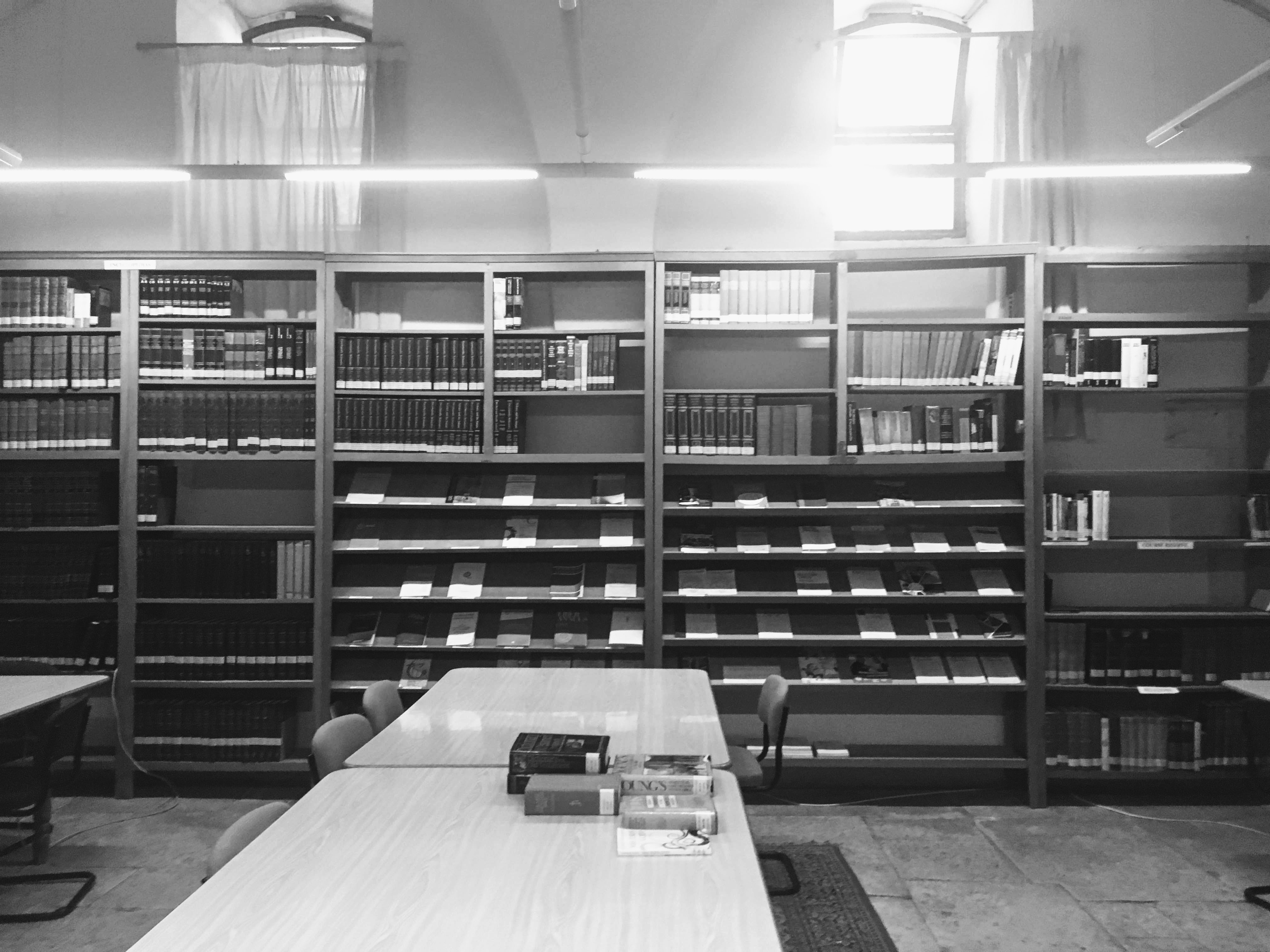
La Bibliothèque
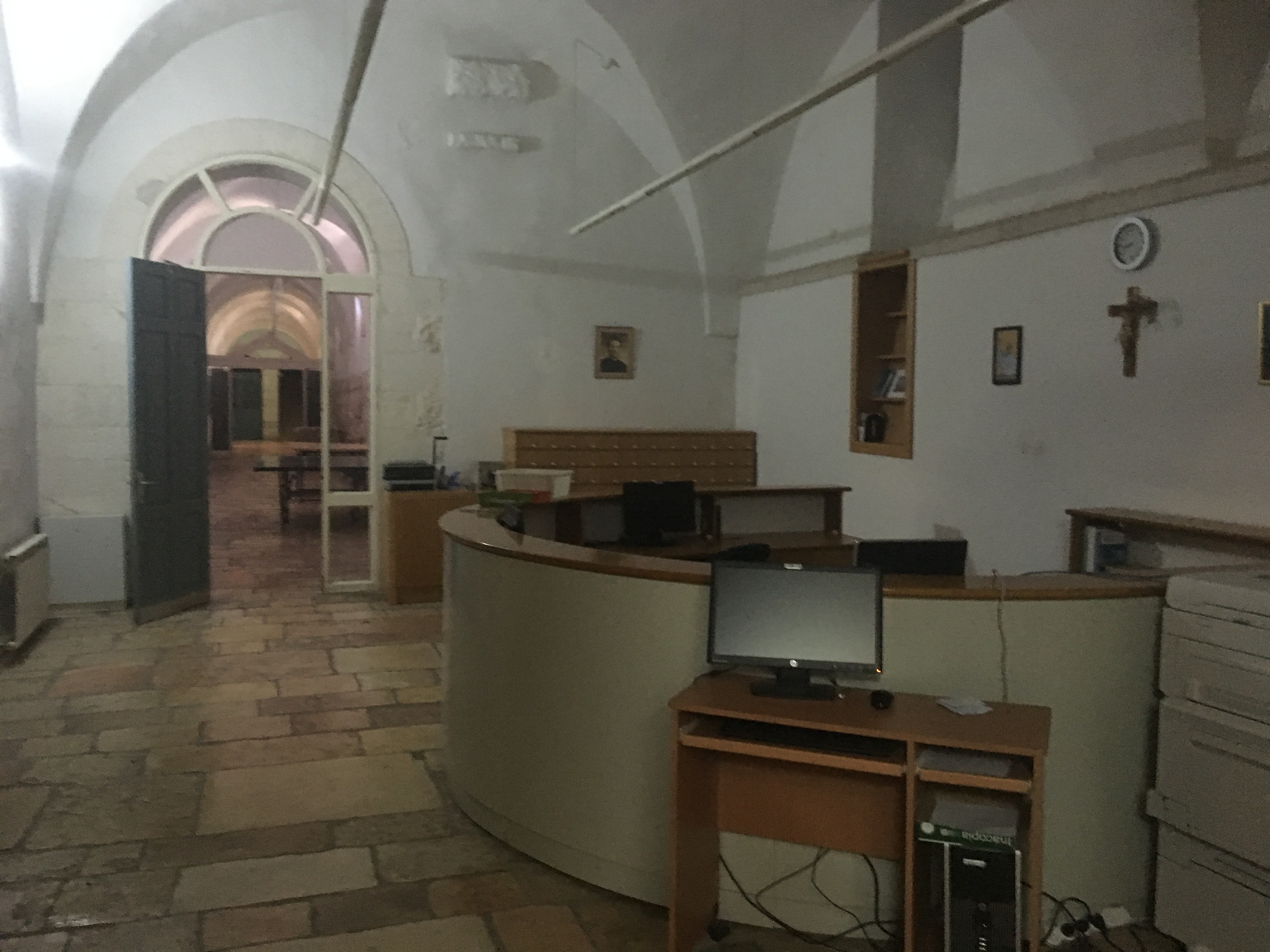
La Bibliothèque
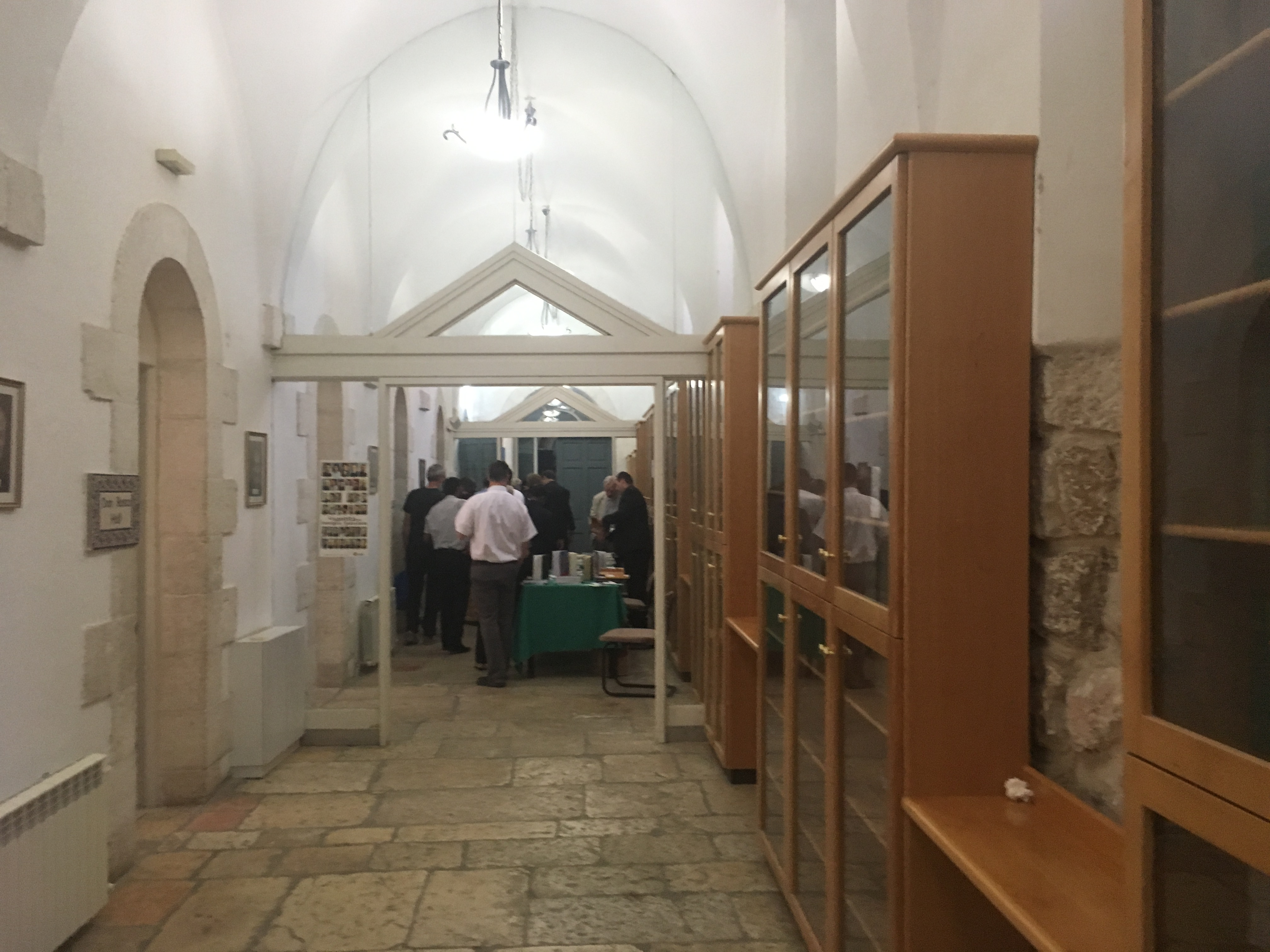
La Bibliothèque
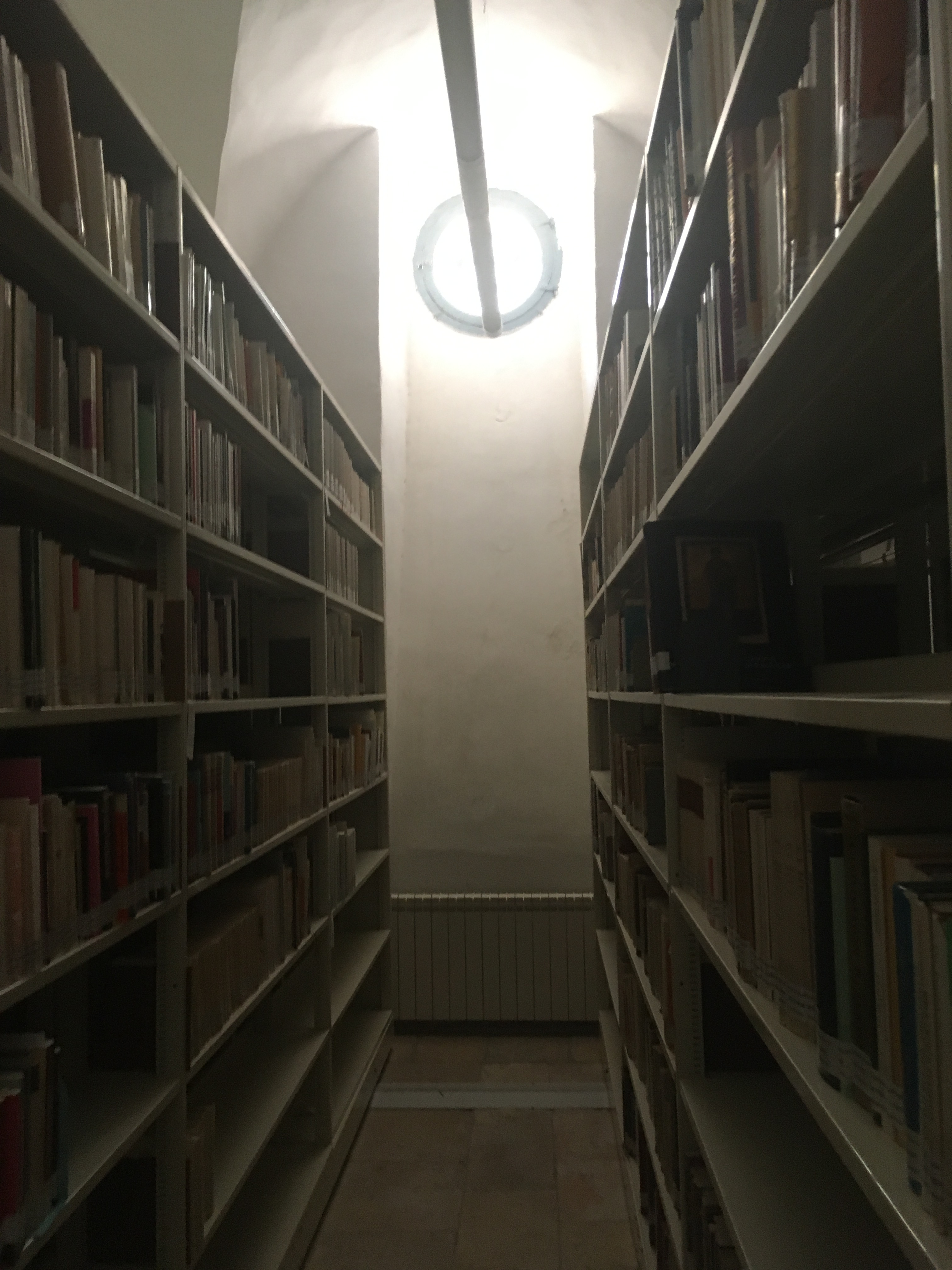
La Bibliothèque
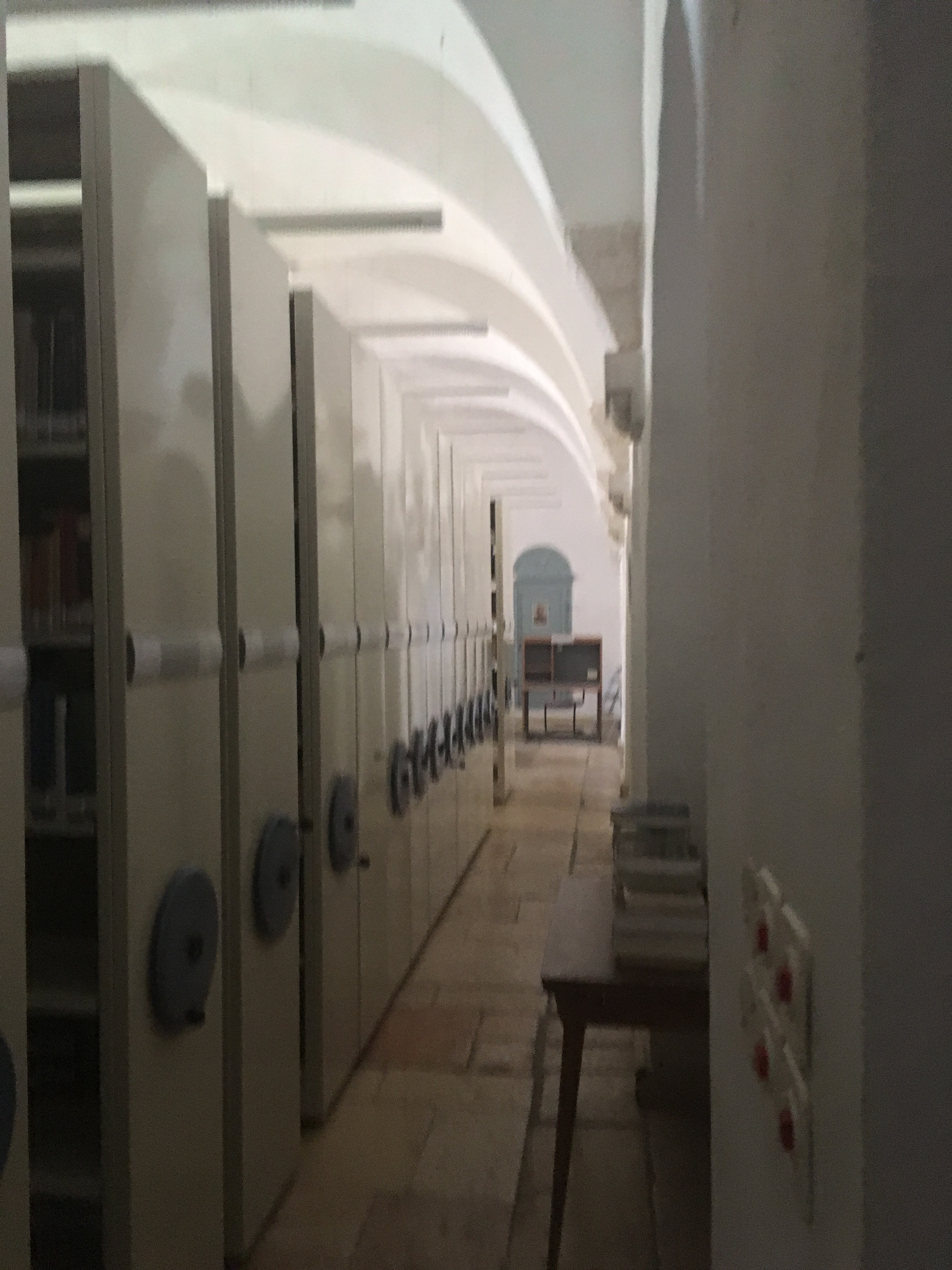
La Bibliothèque
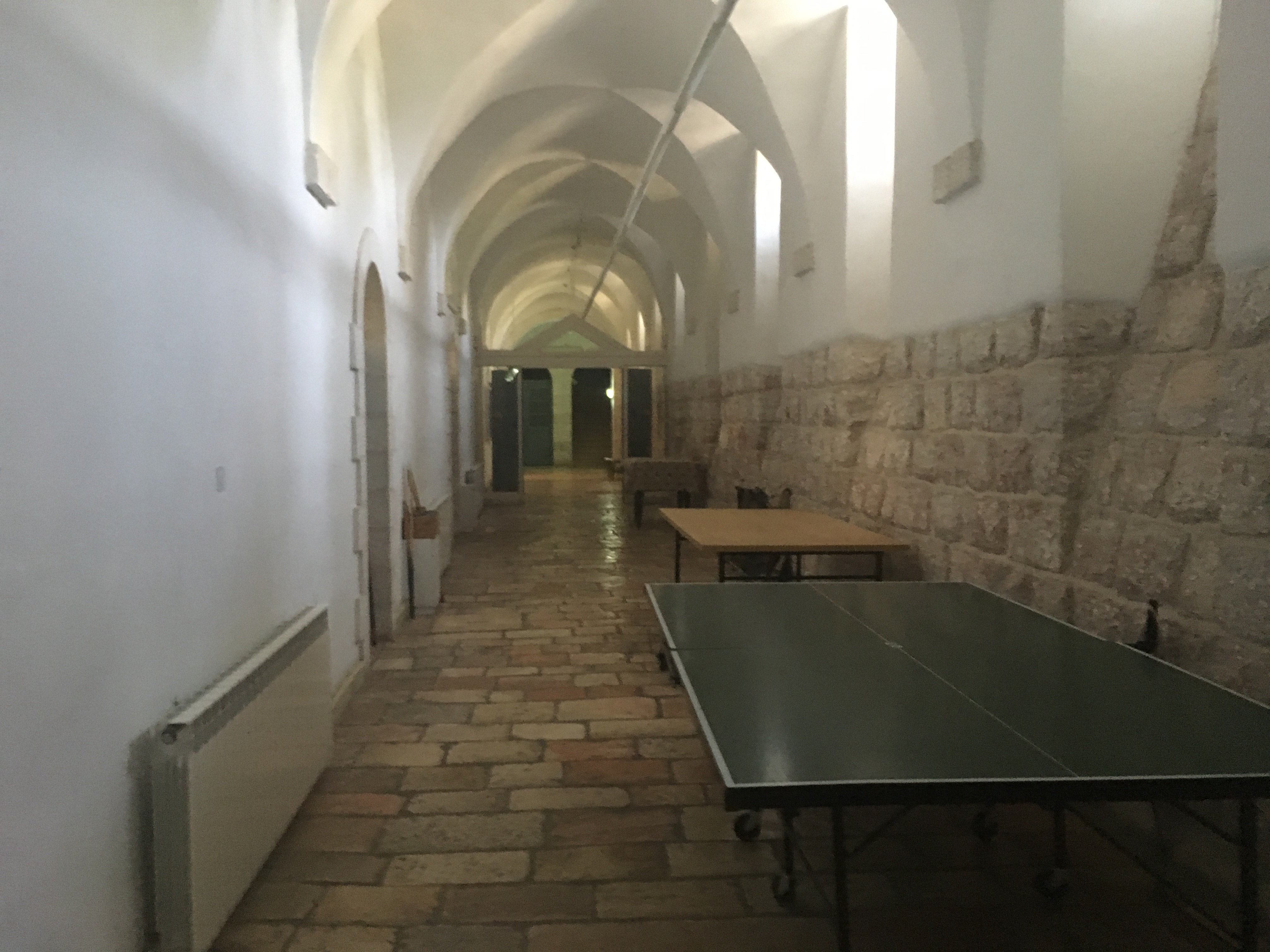
La Bibliothèque
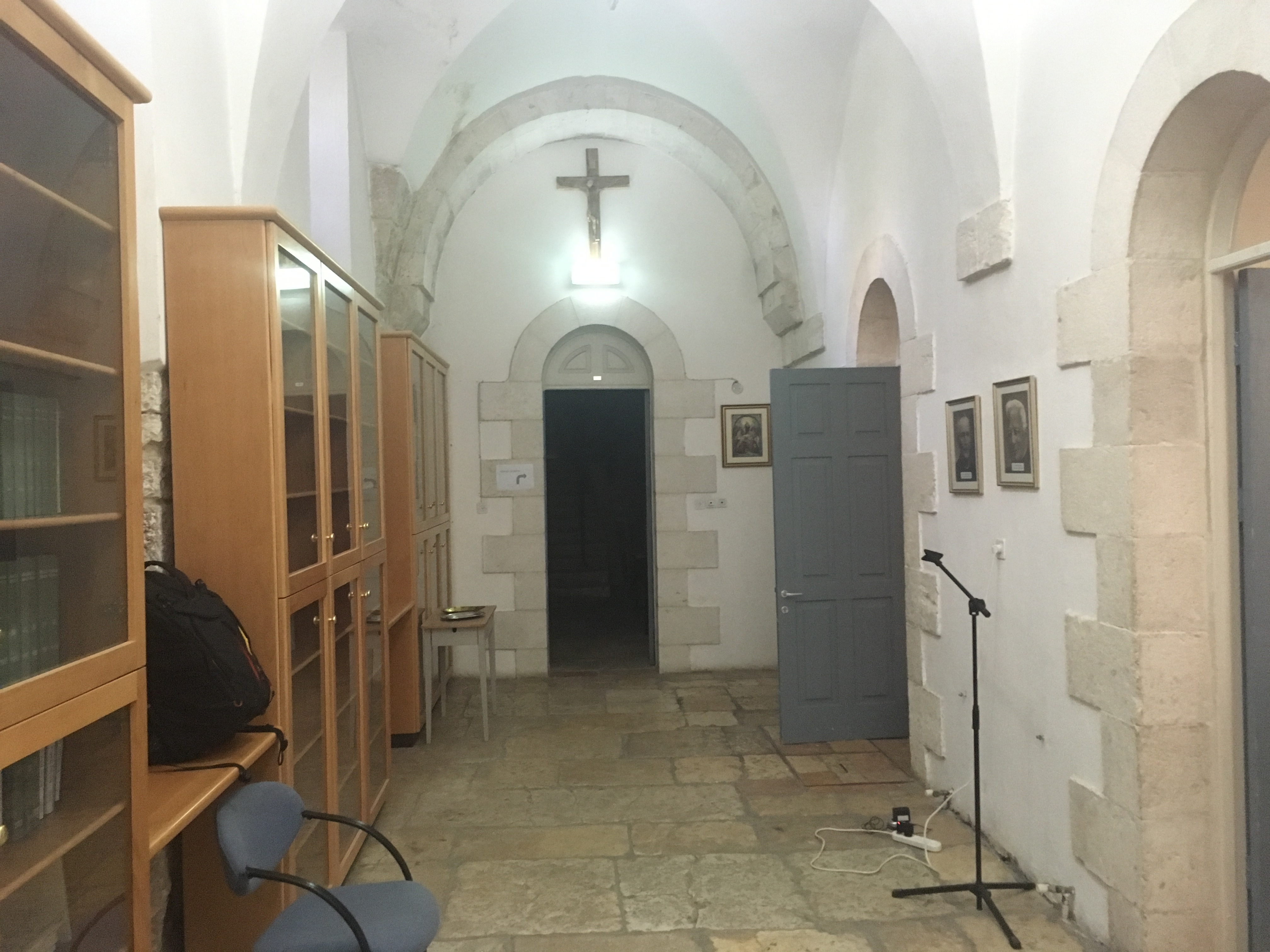
La Bibliothèque